# Reserva índia de Fond du Lac

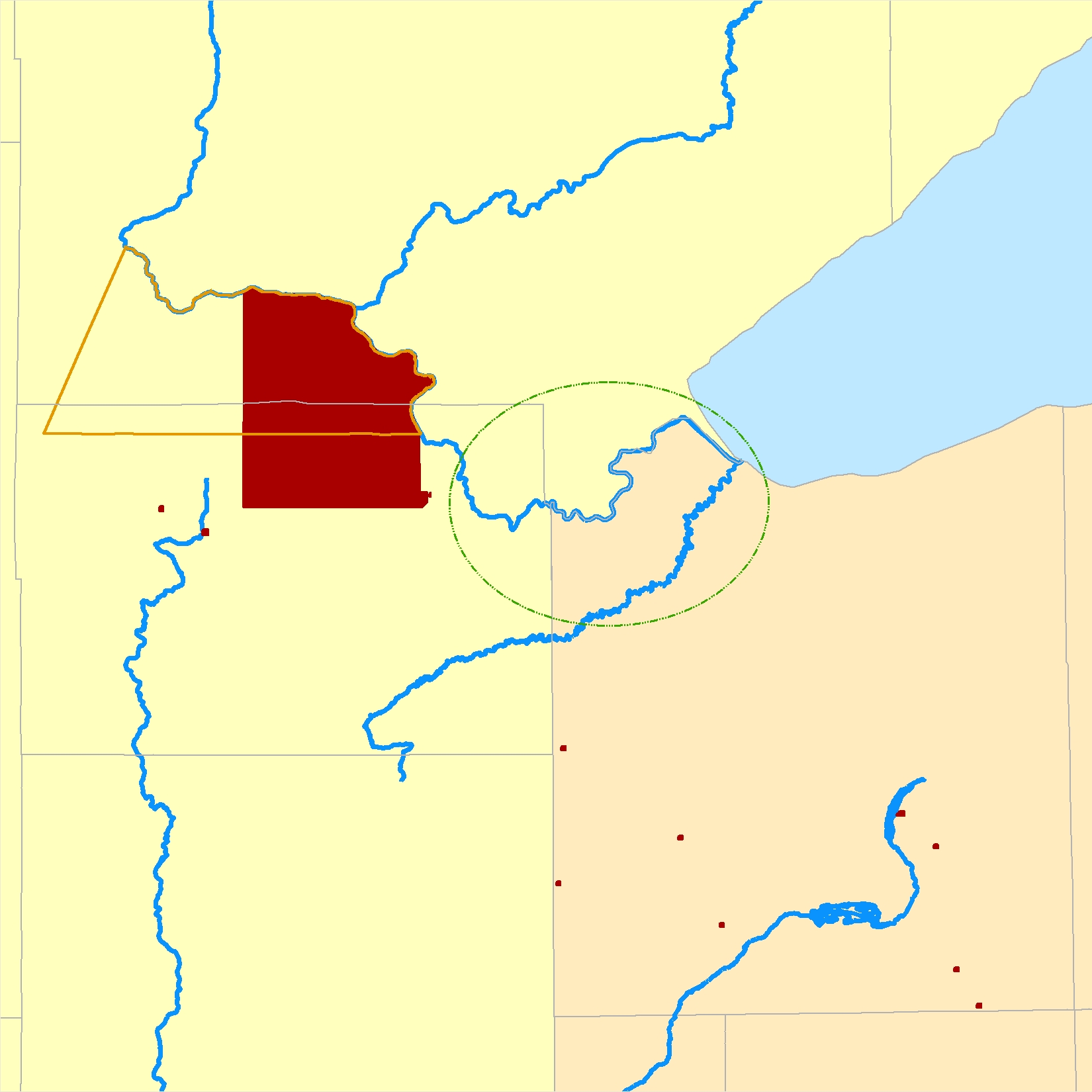
Mapa de la reserva índia Fond du Lac

La reserva índia Fond du Lac és situada al nord de Minnesota vora Duluth, als comtats de Carlton i St. Louis. Abans de l'establiment d'aquesta reserva, els anishinaabemowin de Fond du Lac Band del Llac Superior es trobaven més amunt, vora la boca del riu St. Louis. La tribu va cedir terres mercès a un tractat amb els EUA el 1854, mercès al qual es va establir l'actual reserva de Fond du Lac. Avui, la reserva és membre dels Chippewa de Minnesota i té uns 100.000 acres (22.000 tribals). Segons el cens del 2000, la reserva té una població d'1,353 habitants. Des del 2004 el cap tribal és Peter Defoe.
La tribu té dos casinos, el Fond du Luth Casino a Duluth i el Casino i Hotel Black Bear, a l'interior de la reserva.